# Teoría del transporte radiativo
La teoría del transporte radiativo, también conocida como la teoría de la radiación, es una herramienta matemática que ayuda a entender la interacción entre materia (un medio como puede ser el gas) y la energía (como puede ser la luz). Desarrollada desde principios del siglo XX, principalmente por el físico y matemático indio Subrahmanyan Chandrasekhar.

## Definición matemática
La cantidad de energía {\displaystyle dI} que pasa a través de un medio con una opacidad {\displaystyle \kappa _{\nu }} y una emisividad {\displaystyle \epsilon _{\nu }} en una distancia ds se define como:

{\displaystyle {\frac {dI}{ds}}=\epsilon _{\nu }-\kappa _{\nu }I_{\nu }}

donde {\displaystyle I_{\nu }} es la intensidad especifica. Si se define la distancia ds en términos de la profundidad geométrica:

{\displaystyle dx=ds\cos(\theta )=\mu ds}

y se divide entre {\displaystyle \kappa _{\nu }}, se tiene:

{\displaystyle \mu {\frac {dI_{\nu }}{\kappa _{\nu }dS}}={\frac {\epsilon _{\nu }}{\kappa _{\nu }}}-{\frac {I_{\nu }}{\mu }}}

Utilizando la ley de Kirchoff y la definición de profundidad óptica se llega a:

{\displaystyle {\frac {dI_{\nu }}{d\tau }}-{\frac {S_{\nu }}{\mu }}=-{\frac {I_{\nu }}{\mu }}}

donde {\displaystyle \tau } es la profundidad óptica y {\displaystyle S_{\nu }} es la función fuente.
Si se multiplica por su factor integrante {\displaystyle \exp(-\tau /\mu )} se llega a la solución general de la teoría del transporte radiativo:

{\displaystyle I_{\nu }(\tau _{2})=I_{\nu }(\tau _{1})\exp(-(\tau _{1}-\tau _{2})/\mu )-{\frac {1}{\mu }}\int _{\tau _{1}}^{\tau _{2}}S_{\nu }(\tau )\exp(-(\tau -\tau _{2})/\mu )d\tau }

Dependiendo de los valores de frontera se puede llegar a resultados clásicos. Por ejemplo, si se supones que la función fuente es constante ({\displaystyle S_{\nu }(\tau )=C}), que la atmósfera es plano paralela infinita y solo se toma en cuenta la emisión de propagación hacia el observador ({\displaystyle \mu =1}), entonces la emisión saliente ({\displaystyle I_{\nu }(\tau =0)}) será:

{\displaystyle I_{\nu }=I_{\nu }(\tau )\exp(-\tau )+S_{\nu }(1-\exp(-\tau ))}

- Datos: Q1190858